# 迪米克鎮區 (伊利諾伊州拉薩爾縣)
迪米克鎮區（英語：Dimmick Township）是位於美國伊利諾伊州拉薩爾縣的一個行政鎮區。

## 地方資料
根據2010年美國人口普查的數據，迪米克鎮區的面積為94.60平方千米，當中陸地面積為94.60平方千米，而水域面積為0.00平方千米。當地共有人口715人，而人口密度為每平方千米7.56人。